# Pere Ysern i Alié
Pere Ysern i Alié est un peintre catalan, né à Barcelone le 3 août 1875, où il est mort en 1946.
Il est né pendant la pleine effervescence de la Catalogne, économique, culturelle, politique. Il vécut la majeure partie de sa vie à Paris, où il découvrit l’impressionnisme. Sa peinture doit beaucoup aux impressionnistes français, il a su assimiler l'esprit de l'art de cette époque-là.

## Jeunesse et contexte
Il naît pendant la période du Renaixença, mouvement culturel inscrit dans le courant du romantisme européen et durant lequel deux courants artistiques se dessinaient en Catalogne : la recherche en peinture de mettre l’Homme en contact avec son entourage (le paysagisme) ; un idéal traditionaliste sur lequel l’instrument esthétique prendrait appui. Nous sommes donc dans une période de transition, nous avons un changement des idées, une ouverture au monde, comme l’est la ville de Barcelone à cette époque. Le romantisme est le mouvement artistique dans lequel Pere Ysern est né ; nous avons aussi un phénomène européen qui a précipité la Guerre de l'Indépendance, la nation est défaite, et gouvernée par les juntes décentralisées du pouvoir. On a un retour aux valeurs autonomes que le mouvement incarne, cela aura une influence particulière en Catalogne, cela cristallisera ce que l'on connait par Renaixença. On a un nouvel élan en 1868 autour de la « Révolution de septembre », qui amènera à la chute d'Isabelle II, qui est le fruit d'un simple et heureux coup militaire. La prospérité de Barcelone est alors grande, on a une vitalité indépendantiste avec l'exportation des vins et des tissus aux colonies.
Il naît le 3 août 1875 et grandit dans un foyer aisé et confortable, son père Roman Ysern Rabassa est maître d’œuvre et sa mère est Esperança Alié. Il nait dans un contexte très agité de la Catalogne, culturellement, économiquement et politiquement : la création de l’Eixample, le début de la construction de la Sagrada Familia, l’arrivée du chemin de fer… Il a un frère et deux sœurs aînés : Enric, qui est le bras droit de son père dans son entreprise, Esperança qui est la seconde maîtresse de maison et la dernière, Magdanela.[réf. nécessaire]
A 13 ans, en 1888, il visita l’Exposition universelle de 1888 de Barcelone, à cette époque la ville s’étendait : 273 000 habitants en 1888, 509 587 en 1897.[réf. nécessaire]
En 1894, avec le soutien de sa famille, il présente sa première œuvre, Una cabeza a lapis (Une tête au crayon), à l'Exposition Universelle de Barcelone[Quoi ?]. Il essaye de rentrer à la Reial Acadèmia Catalana de Belles Arts de Sant Jordi, mais est refusé; sa famille décide alors de l’inscrire à l'une des académies les plus prestigieuses et novatrices de l’époque, l'Académie Pere Borrell, fondée par Pere Borrell del Caso, peintre, graveur espagnol, à l'époque considéré comme très innovateur. Pere Borrell del Caso était le disciple de Claudio Lorenzale et de Pau Milà i Fontanals, il a fondé son académie en 1868 en désaccord avec les enseignements de l'école des Beaux-Arts. Il a introduit ses élèves dans l'étude du naturel, il emploie des figures géométriques et des éléments réels pour composer une nature morte, et aussi des modèles vivants, c'est donc dans ce cadre que Pere Ysern i Alié arrive et va évoluer.
Là, avec ses collègues, ils décident de créer l’amicale « El Rovell de l’Ou » (une taverne de la "carrer de l'Hospital" à Barcelone, qui donna nom à un autre groupe d'artistes et d'intellectuels qui se réunissaient là les dernières années du XIXe siècle), d’intérêt réaliste qui réagissait contre la stagnation moderniste.
On dit[évasif] que c'est le contemporain du café Els 4 Gats.Emili Fontbona Francesc Fontbona a dit à propos de El Rovell de l'Ou: « Sans doute le groupe le plus important en dehors des Els 4 Gats, était celui que formaient les anciens composants du cercle qui se réunissaient au bon Barcelonais, "El Robell". » Ce groupe a été réalisé par influence des idéaux esthétiques du maître Pere Borrell del Caso[réf. nécessaire]

## Initiation au monde de l'art et vie artistique

### Début dans l'art à Barcelone
C'est grâce à la recommandation de son maître, Pere Borrell, que Pere Ysern va partir à l'étranger, à Rome ; malgré les rivalités avec Paris, Rome gardait toujours, pour les peintres conservateurs, sa renommée et son prestige de "capitale de l'art".[Interprétation personnelle ?] Lorsqu'il décide ce départ, il décide aussi de rédiger un magazine manuscrit Il Tiberio, qui, manuscrit, sortira entre 1896 et 1898, surnom de Pere Ysern par ses camarades, ceci pour rester informer des évènements qui se produiraient après son départ à Rome (nommé ainsi, car c'était le surnom de Pere Ysern i Alié donné par Riera Moliner). Ce magazine est né au cours du repas d'adieu à la taverne El Rovell de l'Ou, lors du départ de Ysern. Aujourd'hui, il est en possession de Joan Audet i Puncernau; ce magazine est vital pour connaître les idéologies du groupe. Le rédacteur en chef était Riera Moliner, et Josep Vicenç Solà Andreu, Marà Pidelana,Gaietà Cornet i Palau, Emili Fontbona, Joan Corrales i Miralles, Filibert Montagut et Jul Borrel Pla étaient des écrivains réguliers du magazine. C'était une liste fermée, peu de gens y rentraient ; quand Soldevilla a participé, il y a eu un agacement spontané.[réf. nécessaire]
En 1896, à 21 ans, il se rendit donc à Rome pour commencer son initiation artistique, il va y rester pendant deux ans (on a retrouvé une abondance de lettres pendant son séjour à Rome, une correspondance avec ses camarades de "El Rovell de l'Ou" et avec sa famille, particulièrement sa sœur), où il va parfaire sa formation avec le peintre Ramon Tusquets.[réf. nécessaire]

### Vie parisienne
Puis le 3 avril 1899, avec ses camarades de l'Académie Borrell, Pidelaserra et Fontbona, il part à Paris, à l'époque où c'est un moment de grande splendeur magnifié par la célébration de son exposition universelle, avec la Tour Eiffel qui est le symbole du changement européen. Il arrive à Paris avec différentes opinions esthétiques et l'apparition d'une autre façon de penser propre au vieux continent. Dans le domaine de l'art, cela aura comme conséquence une réaction contre l'idéalisme de l'empire libéral, qui se fait autour de Gustave Courbet, ainsi l'école de Barbizon avec Corot, Pissarro et Louis Dauvigny... Cette fondation de l'école du paysage aura de profondes répercussions sur la société catalane, sur le changement artistique. C'est une France pleine de vitalité et enrichie par la révolution industrielle que Pere Ysern i Alié a trouvé en arrivant là-bas. Il va y découvrir les décors muraux du Panthéon de Puvis de Chavannes, mais aussi les impressionnistes au Musée du Luxembourg, c'est d'ailleurs dans ce musée qu'il va être pour la première fois confronté au phénomène impressionniste; il y a appris que les formes sont ce que l'on croit voir: une apparence, et qu'il est nécessaire d'abandonner le dessin du contour en le substituant par des touches fragmentées; il a étudié les grands impressionnistes, tels Monet, Bazille, Sisley et Pissarro. Il est immergé dans la vie parisienne et fréquente le cercle catalan qui résidait à Paris et côtoyait beaucoup les célèbres cabarets parisiens comme le Moulin Rouge, propriété du catalan Josep Oller, il y côtoie Toulouse-Lautrec. 
Il va revenir peu de temps à Barcelone] en 1904, mais sa peinture n’est pas appréciée comme il pense le mériter, cela va donc confirmer sa résidence à Paris, où il devient habitué du Salon des indépendants. 
Néanmoins, la Première Guerre mondiale va précipiter un changement de la ville de Paris, on ferme le Moulin Rouge par exemple, Montmartre perd son animation (l'incendie de 1915 du Moulin Rouge va toucher Pere Ysern i Alié, qui reste tout de même fidèle à Montmartre).Montparnasse va devenir le nouveau quartier où l'on doit être. Mais Père Ysern i Alié va continuer à peindre, sous couvert des nouveaux mouvements esthétiques et reste toujours aussi fidèle aux cafés, aux cabarets. Une fois la guerre terminée, un renouveau optimiste va gagner Paris avec les années folles (les années 1920) qui vont être marquées par la présence nord-américaine, le fox-trot et le jazz.

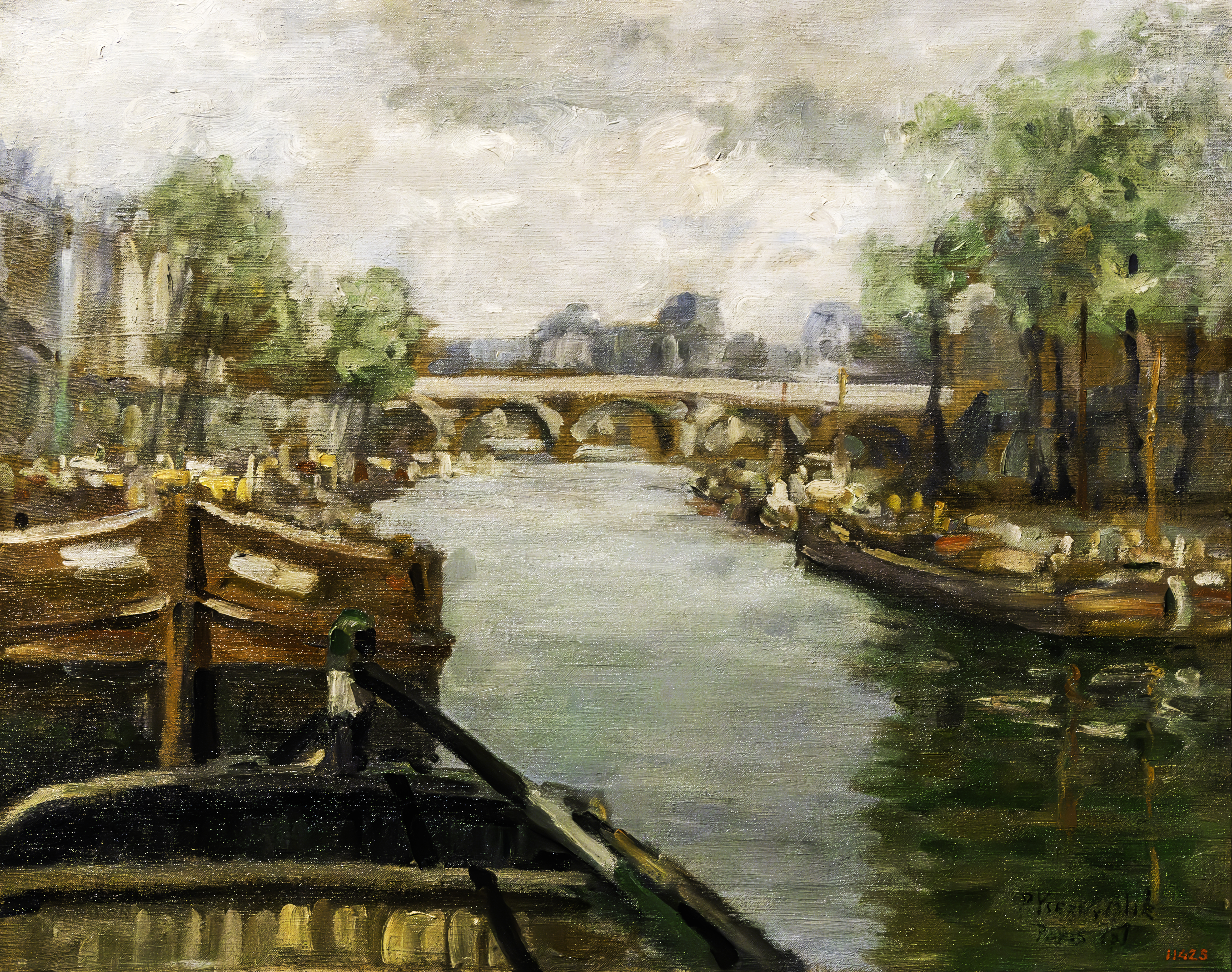
La Seine - Museu Nacional d'Art de Catalunya
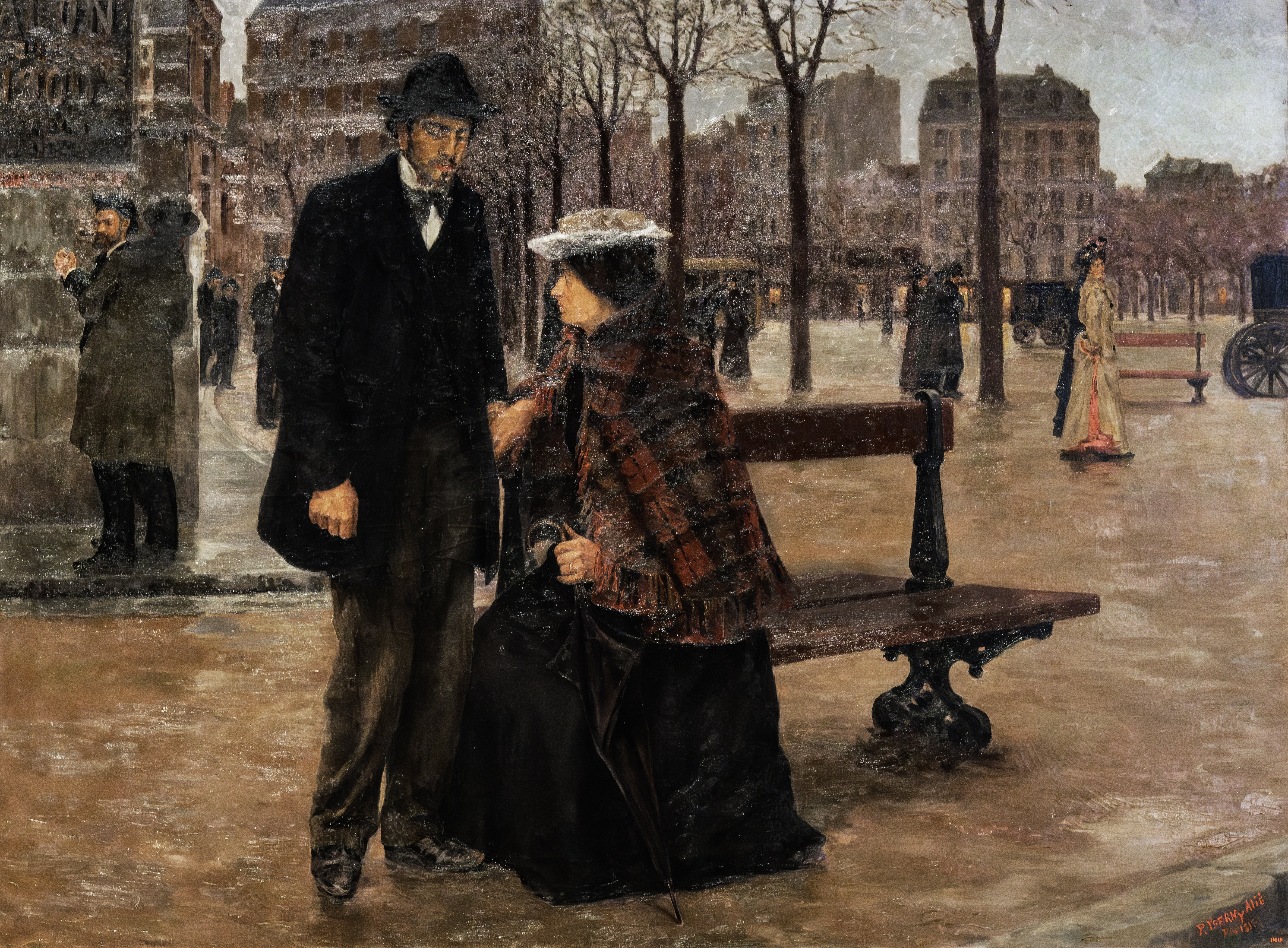
Bohême - Museu Nacional d'Art de Catalunya

### Retour catalan
C'est en 1901 qu'il reçoit une lettre de sa famille lui disant qu'il doit retourner en Catalogne pour s'occuper de l'industrie de produits chimiques du Poble Sec; cela changera sa carrière. Il continue cependant à peindre des paysages catalans et va peu à peu regagner de l’intérêt pour son pays natal; de 1924 à 1927, il va passer de longues périodes à Majorque; ce sont les paysages de Majorque, où avec son ami Anglada Camarasa il va capter de belles notes de couleurs et de lumière, il va s'étendre à l'intérieur des terres avec les montagnes vertes et rosées de Majorque, ses champs jaunes, ses amandiers en fleur, et ses oliviers (arbre favori de Pere Ysern i Alié<)...
Il va retourner séjourner en Espagne, à Barcelone, où il gagne le cœur des barcelonais pour sa peinture, mais encore une fois la guerre civile en 1936, va le faire repartir à Majorque et ensuite à Paris. Il revient une dernière fois à Barcelone où il va rester jusqu’à sa mort. Mais pourquoi après Barcelone et Majorque, retourne-t-il à Paris ? A-t-il senti un soupçon d'incompréhension dans son propre pays?
Les dernières années de sa vie sont une vie de retraite, et sa surdité l'empêche d'avoir une communication vivante et fluide ; la Première Guerre mondiale aura fait beaucoup de morts parmi ses anciens amis.
Il meurt le 5 avril dans le domicile familial d'Eduard Ysern, son père, à la Gran Via de les Corts Catalanes à Barcelone.

## Postérité
Durant les années 1980, la sala Parés réalise une exposition, la Caixa de Barcelone organise une rétrospective de son œuvre ainsi qu’à la sala Velásquez à Madrid. Cet engouement pour la peinture de Ysern va amener à le récompenser avec la vente aux enchères de la salle Drouot à Paris en 1989, où Danseuses au Tabarin est vendu un prix considérable.[réf. nécessaire]
Francesc Fontbona, un biographe, historien et académicien, considère Pere Ysern i Alié comme l'un des noms les plus importants de l’impressionnisme en Catalogne et un des artistes les plus distingués de l'époque post-moderniste.
Ferran Canymeres dira de lui que c'est « le parisien des peintres catalans. » Et nous dit « qu'il a peint la renommée quadrille[pas clair] du can-can. »[source insuffisante]
Pere Ysern n'a jamais nié sa francophilie, il s'identifiait au pays, au-delà de l’assimilation d'un style pictural, il s'intégrait dans la culture du pays.[Interprétation personnelle ?]
Il a toujours eu l'essence de son esprit catalan enrichie des autres cultures. Il avait une soif constante de se surpasser et de se moderniser.[source insuffisante]
« Mais Pere Ysern i Alié, est-il mort ? La vie des grands artistes ne finit jamais. C'est justement quand il meurt qu'ils commencent une nouvelle existence dans le reflet qu'ils nous ont laissé de leur œuvre ».

## Son art

### Influences
On peut voir dans son œuvre toutes les époques de la vie du peintre : ses débuts réalistes, la majeure partie de son œuvre qui est l’impressionnisme, le Paris du début du XXe siècle, ainsi que le post-impressionnisme. Il capte les ambiances de l’atmosphère parisienne, les fêtes de Montmartre, divers paysages du bord de Seine, les cabarets parisiens comme le Moulin de la Galette ou le Moulin Rouge, qui d’ailleurs nous rappellent une certaine influence de Toulouse-Lautrec et sa représentation du Moulin Rouge.[Interprétation personnelle ?] On dit que sa peinture doit beaucoup aux impressionnistes français, mais « on ne sait pas exactement s’il faut le classer en tant que membre de la peinture française ou comme un chapitre à part de la peinture catalane. »[source insuffisante]
Le Moulin Rouge est un des thèmes les plus présents dans l'art de Pere Ysern i Alié; c'est pendant la Belle Époque, une époque de paix et d'optimisme qui fut marquée par le progrès industriel et la luxuriance culturelle de cette période que le Moulin Rouge naquit. Les expositions universelles de 1889 (présentation de la Tour Eiffel, centenaire de la Révolution française) et de 1900 sont des emblèmes de cette belle époque. Le japonisme, courant artistique d'inspiration orientale est un thème également très présent, dont l'ami de Pere Ysern i Alié, Toulouse-Lautrecest un des meilleurs disciples; cet art est à son meilleur niveau. Pere Ysern i Alié a grandi et évolué dans cette foisonnance d’évènements culturels, d'innovations techniques et artistiques.[réf. nécessaire]

### Style
Il entretient un jeu constant de couleurs (le style impressionniste repose sur une vérité optique), son côté spontané se retrouve (les peintres impressionnistes brisent le carcan du travail en atelier, et se mettent à travailler sur le vif, en plein air particulièrement, mais aussi en observant des scènes animés et en les immortalisant sur le moment), dans quelques tableaux.
Il a une conception profonde des sujets à travers le choix des cafés-concerts, des music-halls, des nuits de Montmartre.
Il accorde un rôle important et particulièrement distingué à la femme, il lui donne un certain air sensuel, c’est d’ailleurs un des traits prédominants de son art, il sait donner un sens très personnel aux figures et aux portraits, on dit de lui qu’il est souvent aux limites de la caricature; dans ses représentations il s’éloigne de la beauté féminine stéréotypée pour lui donner sa personnalité, son unicité. Ainsi, quand il traite les Danseuses, il choisit et matérialise l’expression.
Il reproduit l'atmosphère où elles évoluent, sous les projecteurs; il choisit et matérialise l'impression, la vibration lumineuse de leurs corps, en recomposant par la réunion de gestes multiples une figure vivante. Il y a un grand effet du spectacle de la danse sur Pere Ysern, il est touché par cette grâce des danseuses et manie avec délicatesse et talent le rythme est marqué de celles-ci. On peut faire une comparaison avec les danseuses de Degas, qui lui les peint avec opulence, avec des caractères physiques plus crus (plus de pessimisme dans la représentation des danseuses de Degas). Ysern peint les corps avec plus mysticité et luminosité (on a plus d'optimisme, de légèreté dans les danseuses de Pere Ysern i Alié).[réf. nécessaire]
Le monde parisien du spectacle fascine Père Ysern i Alié, il capte dans les salles de théâtres, les ballets, l’éclairage pâle d’un univers insolite, sensuel et morbide. Il a une véritable fascination pour la Seine : les immeubles, les reflets de Notre-Dame sur l’eau, ainsi que la noirceur de ses façades qui montre les intempéries subies au cours des siècles, la lumière qui change en fonction de l’heure et expose différentes tonalités (tableau mouvant). Cf. Les paysages de l’île de Majorque : les couleurs, la luminosité.
Les scènes nocturnes parisiennes, et les mouvements suaves et naturels des couples qui dansent au Moulin de la Galette, l'inspirent profondément. La France est un pays d’adoption pour Ysern : raison pour laquelle il est très connu et valorisé dans les ambiances artistiques parisiennes, et en revanche peu diffusé dans sa Catalogne natale.[réf. nécessaire]

### Représentation des intérieurs et des extérieurs
Les murs ferment l’espace par le fond; l’ornementation de l’espace délimite, donne un cadre à la scène, la décoration est souvent représentée par des tableaux avec des cadres dorés; on remarque quelquefois pour égayer une scène des bouquets de fleurs.
On voit qu'il y a une liberté de l'émotion qui naît de l'observation de la nature, qu'il pratique ensuite dans les cafés, les cabarets, il capte un moment, la vérité de l'instant. Il choisit ces sujets dans les scènes quotidiennes de la vie contemporaine, et est libre ensuite de l'interpréter de récréer selon sa vision et sa sensibilité personnelle. Par exemple, lorsqu'il représente Notre-Dame de Paris, qui est à moitié noire par le passage des siècles, et il analyse en fonction de l'heure, du moment de la journée, les changements de couleurs en mille tonalités différentes tel le reflet d'un kaléidoscope.[Interprétation personnelle ?]

## Expositions et évènements importants
- 1888 Exposition Universelle de Barcelone
- 1919 Exposition Nationale des Beaux-Artsde Barcelone (Œuvres principales : Pedralles et Alentours de Barcelone)
- 1924 Georges Turpin lui consacre une brève biographie : « Pere Ysern i Alié peintre de danseuses », article de la Revue littéraire et artistique, Paris
- 1925 Exposition à la Galerie Daulmau[16] à Barcelone
- 1927 Exposition à La Pinacoteca (ca)